# AlphaEvolve
AlphaEvolve és un agent de codificació evolutiu per dissenyar algoritmes avançats basats en els models de llenguatge gemini desenvolupats per Google DeepMind.
El sistema amplia dràsticament el treball previ de Google amb FunSearch desenvolupant bases de codi senceres en lloc de funcions individuals. Representa un gran salt en la capacitat de la IA per desenvolupar algoritmes sofisticats tant per a reptes científics com per a problemes informàtics quotidians.

## Sistema
AlphaEvolve té com a objectiu descobrir i refinar algoritmes de manera autònoma mitjançant una combinació de models de llenguatge gran (LLM) i computació evolutiva.
Construït sobre els models Gemini existents de DeepMind, Google informa que ha generat i aconseguit avenços en problemes algorítmics i científics complexos, com ara la multiplicació de matrius, que s'han implementat a tot l'ecosistema informàtic de Google. Google afirma que, en una selecció de 50 problemes matemàtics oberts, el model va ser capaç de redescobrir solucions d'avantguarda el 75% de les vegades i va descobrir solucions millorades el 20% de les vegades, per exemple, avançant el problema del nombre d'osculació.
L'avenç permet multiplicar dues matrius de valor complex de 4×4 utilitzant 48 multiplicacions escalars en lloc de 49, un descobriment que havia escapat als matemàtics des de l'obra històrica de Volker Strassen. Segons l'article de recerca, AlphaEvolve "millora l'estat de la tècnica per a 14 algoritmes de multiplicació de matrius".
A diferència de predecessors específics de domini com AlphaFold o AlphaTensor, AlphaEvolve està dissenyat com un sistema d'ús general. Pot operar en una àmplia gamma de tasques científiques i d'enginyeria modificant automàticament el codi i optimitzant-lo per a múltiples objectius. La seva arquitectura li permet avaluar el codi programàticament, reduint la dependència de l'entrada humana i mitigant riscos com ara al·lucinacions comunes en les sortides estàndard de LLM.